# Nureci
Nureci (en sard, Nureci) és un municipi italià, dins de la província d'Oristany. L'any 2007 tenia 393 habitants. Es troba a la regió de Marmilla. Limita amb els municipis d'Assolo, Genoni, Laconi i Senis.

## Administració
| Període | Identitat   | Partit        |
| ------- | ----------- | ------------- |
| 2005-   | Fabio Zucca | Llista cívica |